# Rio Taquari Mirim
Rio Taquari Mirim är ett vattendrag i Brasilien.   Det ligger i delstaten São Paulo, i den södra delen av landet, 900 km söder om huvudstaden Brasília.
Omgivningen kring Rio Taquari Mirim är en mosaik av jordbruksmark och naturlig växtlighet. Området är ganska tätbefolkat, med 58 invånare per kvadratkilometer.